# Galataria
Galataria (gr. Γαλαταριά) – wieś w Republice Cypryjskiej, w dystrykcie Pafos. W 2011 roku liczyła 56 mieszkańców.